# Kweern
Een kweern is een korenmolen die met de hand wordt rondgedraaid. Hij bestaat uit een liggende steen (de ligger) waarop een ronde steen (de loper) ligt, met een gat in het midden, die met een handvat wordt rondgedraaid. Er zijn al kweerns gevonden die teruggaan tot de ijzertijd.
Een nog oudere vorm bestaat uit een loper zonder gat die door heen en weer gaande of cirkelvormige bewegingen over een onderliggende vlakke steen wordt gewreven. Deze bestaan in eenhandige (met halfronde loper) en tweehandige (met langwerpige loper) vormen.
Rond 3000 v.Chr. werd de napjessteen gebruikt, waarvan er ook in Nederland bij onder andere Steenwijkerwold gevonden zijn. Dit is een soort mortier, waarin de zaden fijn gewreven werden.
De Napoleonsmuts is een maalsteen, die in Midden-Europa tijdens de La Tène-periode (5de−1ste eeuw v. Chr.) gebruikt werd. De steen werd gemaakt van basaltlava uit de Eiffel en met de punt in de grond gestoken.
|  |  |  |
|  |  |  |
|  |  |  |
|  |  |  |